# Бърни Бончев
Бърни Бончев Денев е български лекар, журналист, политик, кмет на Видин.

## Биография
Роден е на 1 януари 1877 г. в Разград в семейството на Бончо Денев и Тина Стойкова. Баща му умира през 1884, а майка му през 1887 г. Бърни Бончев е осиновен от търговеца Нико Трифонов. През 1889 г. завършва основно образование и започва работа като обущар. Учи в Разградската гимназия, Русенската класическа гимназия и Видинската Скобелева гимназия. Последната завършва през 1898 г. След това заминава за Женева, където учи медицина. Там става част от кръжока на руските емигранти. Завършва през 1904 г. и се завръща в България, където отбива военната си служба в Школата за запасни офицери. Една година работи като лекар в село Болярово. Сключва брак през 1906 г. с швейцарката Маргарита Корниолей. През 1907 г. записва втора специалност и завършва за зъболекар. Владее 7 езика сред които руски, немски, френски, италиански, сръбски и румънски език. По време на Първата световна война е старши полкови лекар, а впоследствие началник на дивизионен лазарет при полева болница. От 1920 г. е училищен лекар в Скобелевата гимназия във Видин. Тогава основава служба „Борба с маларията“. Неин ръководител е до 1932 г. Кмет е на град Видин от 5 септември 1934 г. до 12 декември 1938 г. По време на мандата му се построява модерен водопровод, нова градска баня, игрища за футбол, волейбол и народна топка. Пресушават се част от блатата около и във Видин, като се изграждат се част от дигите на река Дунав. Живеещите в този район цигани са настанени в нов по-благоустроен квартал, който дълго време е наричан на негово име „Бончова махала“ (днес „Нов път“). Между 1938 и 1945 г. е председател на Археологическото, журналистическото, въздържателното и други дружества във Видин. Сътрудничи на вестниците и списания „Медицинска беседа“, „Майка и дете“, „Училищна хигиена“, „Български лекар“, „Видински общински вестник“. Негов зет е полковник Иван Гологанов. Умира на 24 януари 1968 г. в София.